# Hadži-Idrizova džamija u Sarajevu
Hadži-Idrizova džamija (poznata kao Džamija Hrasno), džamija je u Sarajevu. Nalazi se u sastavu Medžlisa Islamske zajednice Sarajevo, u okvirima Sarajevskog muftiluka.

## Povijest
Prema dostupnim saznanjima i izjavama starosjedilaca Sarajeva, džamija u Hrasnom sagrađena je 1931. godine. Dogradnja mekteba, prostor za mujezina, imama, te ostalih prostorija izvršena je 1938/1939. godine.
Godine 1938. godine porušena je džamija Hadži-Idrizova na Žabljaku (prostor robne kuće Sarajka, odnosno BBI centra). Hadži-Idrizova džamija, ona na staroj lokaciji, bila je jedna od najstarijih džamija u Sarajevu koju je 1557. godine sagradio Hadži-Idriz, bogati trgovac koji je za nju uvakufio i nekoliko hiljada akči. Vakufsko-mearifski sabor je odlučio da se ona poruši i da se njeno ime prenese u Novo Sarajevo, s tim da se uz postojeću džamiju izgradi i mekteb.
Zemljište za gradnju džamije 1930. godine dao je Hilmaga Sahačić. Gradnja je počela u proljeće 1930., a završena je 1931. godine.
U ljeto 1942. godine prestale su aktivnosti u mektebu jer se u njega smještaju izbjeglice i tu ostaju do kraja rata. Nakon rata u mektebu se otvara osnovna škola, a izgradnjom Osnovne škole "Ivan Goran Kovačić" vlasti u mekteb smještaju Policiju Novog Sarajeva. Tek 1991. godine prostorije su vraćene džematu Hrasno. Posebnim zalaganjem mutevelije rahmetli hadži Fike Lagumdžije, nakon rata u Bosni i Hercegovini prostorije se uređene i proširene za obavljanje namaza. Minaret je sagrađen tek 1967. godine, a kamen kojim je građena donešen je sa Skenderije, točnije od ostataka nekadašnje Skender-pašine džamije. Danas džamija može primiti više od tisuću vjernika. U džamiji se obavlja pet dnevnih namaza, džuma, bajrami i uče se djeca.
U prostoru koji se nalazi s desne strane džamije prema glavnoj cesti, 2009. godine otvoren je Omladinski centar.

## Vanjske poveznice
- Džemat Hrasno